# Proporzioni gerarchiche

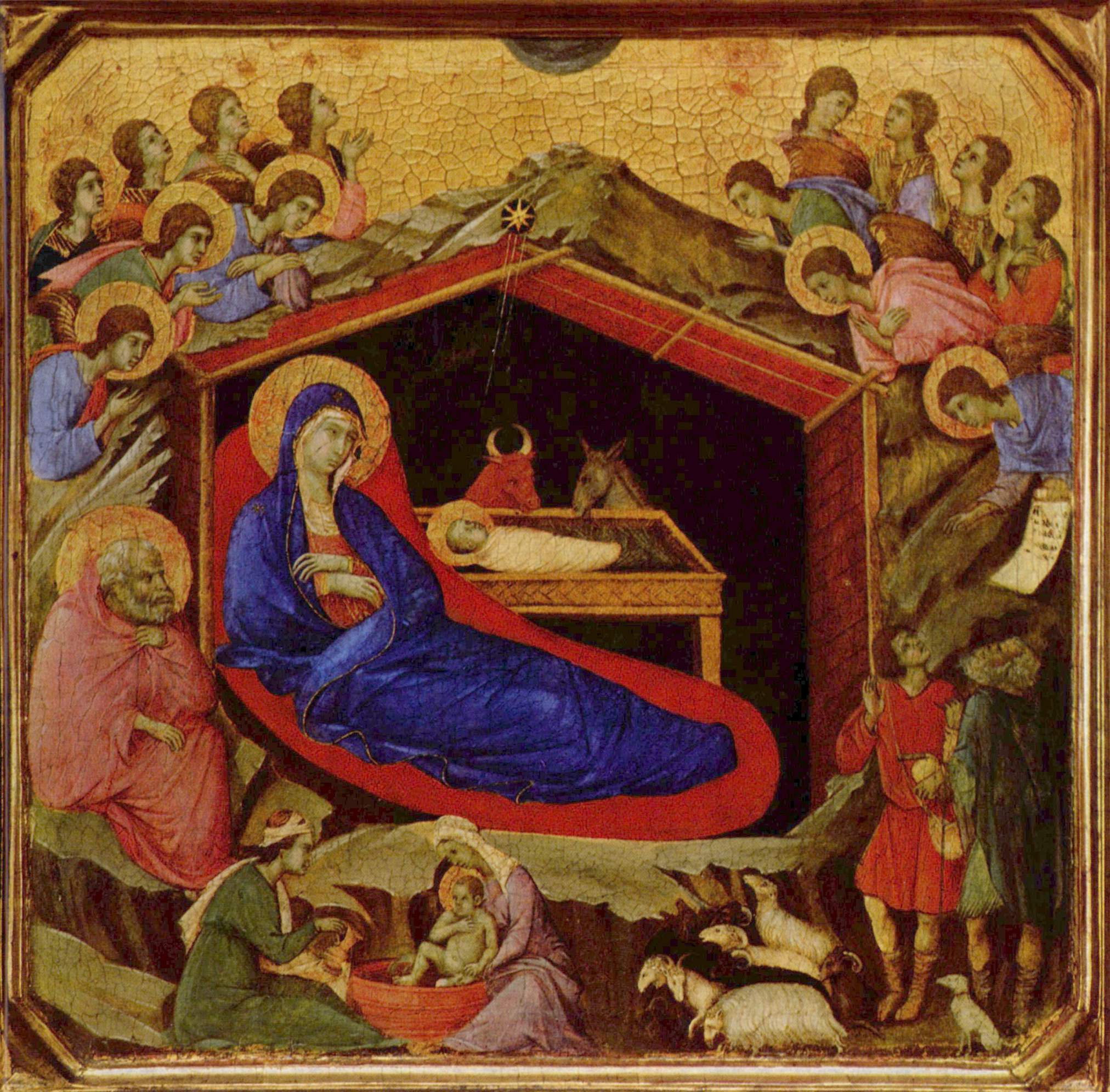
Proporzioni gerarchiche tra i personaggi di una Natività di Duccio di Buoninsegna

Le proporzioni gerarchiche sono una convenzione stilistica secondo la quale le dimensioni dei personaggi sono legate alla loro importanza. Presente in alcuni ambiti dell'arte antica, si diffuse nell'arte medievale, diventandone una delle caratteristiche più tipiche.

## Storia
Presenti già nell'Arte egizia e nel filone plebeo dell'arte romana, si riscontrano già nei rilievi dell'Arco di Costantino, dove il sovrano ha dimensioni maggiori dei sudditi, e ancora più evidenti in epoca teodosiana, ad esempio nel Dado di Teodosio. Le proporzioni gerarchiche non solo erano legate alla grandezza delle figure, ma anche alle singole parti del corpo: la testa ad esempio, sede della ragione, poteva essere ingrandita rispetto al resto.
Confluite nell'arte bizantina si adattarono particolarmente bene alla stilizzazione cristiana, con la deferenza dei soggetti secondari rispetto alla maestà di Gesù e della Vergine. Tipico è il sottodimensionamento delle figure secondarie, come gli angeli, che diventa fortissimo per le figure terrene, come quelle dei committenti, quando rappresentati.
Tale convenzione si mantenne per secoli, arrivando fino al Basso Medioevo e prolungandosi, a vari livelli, fino al Rinascimento e oltre. Gradualmente, con l'Umanesimo, la figura umana riscoprì il naturalismo nelle proporzioni, visibile nel progressivo ingrandirsi delle figure dei committenti rispetto ai soggetti sacri principali. Enrico degli Scrovegni venne dipinto da Giotto a Padova di dimensioni quasi naturali, così come le due committenti nella Pietà di Giottino, ma fu solo con Masaccio e la sua Trinità, che le proporzioni gerarchiche vennero accantonate con decisione. 
Più a lungo resistettero in aree periferiche, come il Nord Europa: Dürer, in opere come l'Altare Paumgartner (1496-1504 circa), dipingeva ancora figure dei committenti minuscole, in accordo con la tradizione.